# Aaronson
Aaronson ima več pomenov.

## Osebnosti
- Irving Aaronson (1895—1963), ameriški jazz pianist.
- Kenny Aaronson (*1952), ameriški bas kitarist.
- Marc Aaronson (1950—1987), ameriški astronom.
- Ruth Aaronson Bari (1917—2005), ameriška matematičarka.